# Хелун
Хелун (кит. спр. 和龙市, піньїнь: Hélóng Shì) — місто-повіт у східнокитайській провінції Цзілінь, Яньбянь-Корейська автономна префектура.

## Географія
Хелун розташовується у південній частині префектури.

### Клімат
Місто знаходиться у зоні, котра характеризується вологим континентальним кліматом з теплим літом. Найтепліший місяць — липень із середньою температурою 19.4 °C (66.9 °F). Найхолодніший місяць — січень, із середньою температурою -16.8 °С (1.8 °F).
| Клімат Хелуна           | Клімат Хелуна | Клімат Хелуна | Клімат Хелуна | Клімат Хелуна | Клімат Хелуна | Клімат Хелуна | Клімат Хелуна | Клімат Хелуна | Клімат Хелуна | Клімат Хелуна | Клімат Хелуна | Клімат Хелуна | Клімат Хелуна |
| Показник                | Січ.          | Лют.          | Бер.          | Квіт.         | Трав.         | Черв.         | Лип.          | Серп.         | Вер.          | Жовт.         | Лист.         | Груд.         | Рік           |
| Середня температура, °C | −16,8         | −13,5         | −5,1          | 4,4           | 11,4          | 15,7          | 19,4          | 19,1          | 12,3          | 4,6           | −5            | −13,8         | 2,7           |
| Норма опадів, мм        | 6.2           | 7.6           | 14.2          | 32.1          | 60.9          | 98.3          | 131.1         | 138.8         | 63.5          | 29.8          | 17.4          | 10            | 609.9         |
| Днів з опадами          | 5,9           | 6,1           | 6,7           | 9,2           | 12,7          | 16            | 17,9          | 16,2          | 12,3          | 8,9           | 7,4           | 6,2           | 125,5         |
| Вологість повітря, %    | 62.2          | 60.4          | 55.9          | 53.7          | 56.8          | 71.3          | 79            | 79.4          | 72.6          | 64.1          | 62.5          | 63.4          | 65.1          |
| ----------------------- | ------------- | ------------- | ------------- | ------------- | ------------- | ------------- | ------------- | ------------- | ------------- | ------------- | ------------- | ------------- | ------------- |
| Джерело: Weatherbase    |               |               |               |               |               |               |               |               |               |               |               |               |               |